# Palagano
Palagano est une commune italienne de la province de Modène dans la région Émilie-Romagne en Italie.

## Administration
| Période                                  | Période | Identité | Étiquette | Qualité |
| ---------------------------------------- | ------- | -------- | --------- | ------- |
|                                          |         |          |           |         |
| Les données manquantes sont à compléter. |         |          |           |         |

### Hameaux
Boccassuolo, Costrignano, Monchio, Savoniero, Susano

### Communes limitrophes
Frassinoro, Lama Mocogno, Montefiorino, Polinago, Prignano sulla Secchia, Riolunato, Toano

## Fait historique
Le massacre de Monchio, Susano et Costrignano (hameaux de la commune de Palagano au sud-est de Modène dans l'Italie du nord) a eu lieu le 18 mars 1944 : cette exécution de 136 civils a été perpétrée par l'armée allemande en représailles à l'action de la Résistance italienne.